# Дадашова Гюльназ Махір Кизи
Гюльназ Махір Кизи Дадашова (Баку) — азербайджанська науковиця, кардіологиня, професорка, доктор медичних наук. Директор Науково-дослідного інституту кардіології імені Ч. Абдулаєва.

## Життєпис
Народилася в родині вчителя в Баку. Закінчила середню школу № 191 з медаллю. у 1992 р. вступила на лікувально-профілактичний факультет Азербайджанський медичний університет. Закінчила зі ступенем бакалавра у 1998 р.
У 1999—2000 рр. пройшла інтернатуру лікаркою-кардіологинею в Бакинській Залізничній лікарні. У 2002—2005 рр. навчалась в аспирантурі на кафедрі клінічної фармакології Азербайджанський Медичний Университет.
У 2008 р. В 2008 р. захистила наукову роботу «Оптимізація лікування артериальної гіпертензії у жінок в постменопаузі» і здобула ступінь доктор философії у галузі медицина.
У 2016 р.отримала вчене звання доцента. У 2018 р. захистила наукову роботу «Гендерні особливості хронічної серцевої недостатності, можливості вдосконалення діагностикий медикаментозного лікування, визначення прогнозу і прогнозування виживання» і отримала ступінь доктора медичних наук.
У 2019 р. вступила на спеціальність лікарки-кардіологині в Цюрихський університет, Швейцарія, зі ступенем магістра, а після його закінчення у 2022 р. пройшла післядипломний курс сецевої недостатності (PCHF) у тому ж університеті.
Володіє російською і англійською мовами. Одружена, має двох дітей.

## Наукова кар'єра
Гульназ Дадашова почала свою трудову діяльність у 2006 р. старшою лаборанткою НДІ кардіології імені акад. Ч. М. Абдуллаєва, а з 2014 р. продовжила работу старшою науковою співробітницею у відділенні серцевої недостатності. 21 вересня 2018 р. була призначена директором цього інституту.
З 2007 р. читає лекції з теми внутрішніх хвороб на кафедрі клінічної фармакології Азербайджанського медичного університету. З 2019 р. на англійському відділенні III кафедри внутрішніх хвороб Азербайджанського медичного університету, і в Бакинській філії Першого МДМУ им. Сеченова.

## Наукові досягнення
Гюльназ Дадашова є авторкою близько 100 наукових прааць. Вона неодноразово виступала з доповідями на міжнародних та місцевих наукових конференціях. Нею проведені дослідження статевих відмінностей ренін-ангіотензин альдостеронової системи у хворих артеріальною гіпертензією та їх зв'язок з гуморальними факторами і статевими особливостями факторів ризику розвитку, вікових і статевих відмінностей в тяжкості і генезі хронічної серцевої недостатності, ефективності моксонідину і комбінації моксонідину з івабрадином у хворих з метаболічним синдромом. Вона провела наукові дослідження впливу на параметри резистентності та наукове дослідження статевих особливостей клінічного та психоемоційного стану у хворих з хронічною серцевою недостатністю.
У результаті її наукової діяльності виявлені статеві та вікові відмінності в лікуванні хронічної серцевої недостатності на спостережно-госпітальному етапі та статеві відмінності в динаміці клініко-функціонального та психоемоційного стану серця, морфологічних та функціональних показників на фоні різних варіантів медикаментозного лікування хворих з хронічною серцевою недостатністю після перенесеного інфаркта міокарда, морфофункціональні показники у хворих з хронічною серцевою недостатністю.
За свою наукову діяльність вона вивчила особливості артеріальної гіпертензії у жінок в постменопаузі та гемодинамічні й метаболічні еффекти комплексної терапії моксонідином й замісною гормональною терапєю у жінок в постменопаузі з артеріальною гіпертензією.
Гульназ Дадашова є авторкою і співавторкою ряду підручників, методичних матеріалів та монографій, зокрема «Современные Аспекты Хронической Сердечной Недостаточности», виданих у Москві у 2022 р.
Вона є головною координаторкою Азербайджанського реєстру хронічної серцевої недостатності OTRIMIZE HF, організованого Європейським товариством кардіологів у 2016—2017 рр., і головою рабочої групи «Серцево-судинна фармакологія» Азербайджанського кардіологічного товариства (AKC).
Міжнародні заходи, де вона була спікеркою:
- XXI Міжнародний конгрес з артеріальної гіпертензії (2008 р, Берлін)
- Щорічний Європейський конгрес з серцевої недостатності (2009 р., Ніца)
- IX Європейський конгрес з артеріальної гіпертензії (2009 р., Мілан)
- XX Міжнародний конгрес з артеріальної гіпертензії (2010 р., Осло)
- III Всесвітній конгрес ії серцевої недостатності (2012 р., Стамбул)
- Науковий конгрес (2014 р., Ташкент)
- Об'єднаний міжнародний та європейський конгрес із гіпертонії (2014 р., Афіни)
- «Питання невідкладної кардіології 2014: від науки до практики» VI Всеросійський форум (2014, Москва)
- XXV Європейський конгрес по артеріальній гіпертензії (2015, Мілан)
- Щорічний Європейський конгрес по серцевій недостатності та II Всесвітній конгрес по гострій серцевій недостатності (2009 р., Севілья)
- IV Міжнародний форум кардіологів та терапевтів (2015, Москва)
- V Науково-освітня конференція кардіологів та терапевтів Кавказу (2015 р., Нальчик)
- IV Конгрес Азербайджанського Кардіологічного Товариства (2015, Баку)
- 5-й Конгрес Азербайджанського Кардіологічного Товариства (2016, Баку)
- 4-й Міжнародний конгрес по серцевій недостатності (2017, Париж)